# Вентроса
Вентроса (ісп. Ventrosa) — муніципалітет в Іспанії, у складі автономної спільноти Ла-Ріоха. Населення — 58 осіб (2009).
Муніципалітет розташований на відстані близько 210 км на північ від Мадрида, 48 км на південний захід від Логроньйо.

## Демографія
Динаміка населення (INE ):

## Галерея зображень

Розташування муніципалітету